# Le Problème de l'acte de foi

Le Problème de l'acte de foi de Roger Aubert est l'une des œuvres maîtresses de ce théologien catholique, professeur à l'Université catholique de Louvain. Ce travail de 800 pages fut imprimé pour la première fois en 1945, puis réédité à trois reprises, dont la dernière en 1969.
La première partie fait l'inventaire des « données traditionnelles », des Pères de l'Église au premier concile du Vatican  (1869-1870). La deuxième partie étudie les « controverses récentes » dont elle est somme toute un état de la question qui constitue la moitié du livre et traite notamment du modernisme. Sont notamment passés en revue des auteurs comme Victor-Auguste Dechamps, Lucien Laberthonnière, John Newman, Alfred Loisy, Maurice Blondel, Édouard Le Roy, Karl Adam, Max Scheler, Jacques Rivière, Joseph Malègue, Romano Guardini, Auguste Valensin, Gabriel Marcel, Karl Barth, Marie-Dominique Chenu… Quant à la troisième partie, elle dégage des « perspectives d'avenir ».
Cet ouvrage est la thèse de théologie de Roger Aubert, soutenue à Louvain en 1945, et qualifiée de « monumentale » par Jean Pirotte.
Selon Maurice Nédoncelle, ce livre a été accueilli « avec une satisfaction unanime », car il présente tout ce qui concerne l'acte de foi, sur les plans historique, psychologique et théologique, au moins sur sa problématique. Sa réédition de 1950 prend en compte les critiques, complète la bibliographie, ajoute un avant-propos précisant les intentions et la démarche de l'auteur.
Cet ouvrage fait l'objet de diverses autres recensions, notamment celle qui paraît en 1946 dans le Bulletin de théologie ancienne et médiévale, et celle de Francis X. Lawlor en 1948.